# Vườn hoa Diên Hồng
Vườn hoa Diên Hồng (còn gọi là Vườn hoa Con Cóc), là một vườn hoa nằm tại quận Hoàn Kiếm, thành phố Hà Nội. Vào thời kì đầu xây dựng, vườn hoa Diên Hồng được đặt tên là vườn hoa Chavassieux. Đây là công trình được người Pháp xây dựng nhằm tưởng nhớ tới Léon Jean Laurent Chavassieux, một vị phó Toàn quyền Đông Dương.
Vườn hoa Diên Hồng được xem là một trong những vườn hoa được đánh giá đẹp nhất Hà Nội và còn được ghi nhận có đài phun nước cổ nhất ở Hà Nội. Đây còn là một trong những địa điểm thu hút đông người dân xung quanh đến thăm và đặc biệt là một số lượng đáng kể người nước ngoài có ấn tượng với vẻ đẹp của kiến trúc này. Sau hơn 100 năm tồn tại, báo Lao động thủ đô cho biết đài phun nước của vườn hoa vẫn giữ được những nét xưa.
Tới đầu thế kỷ 21, vườn hoa Diên Hòng đã trải qua một khoảng thời gian xuống cấp nghiêm trọng và được trùng tu. Đây cũng này là địa điểm cho việc chụp ảnh cưới, đồng thời là nơi vui chơi giải trí, thể dục thể thao của người dân Hà Nội.

## Vị trí
Vườn hoa Diên Hồng nằm đối diện với nhà khách Chính phủ, bên cạnh đó là Ngân hàng Nhà nước Việt Nam và một khách sạn Sofitel Metropole. Công trình này nằm trên địa bàn phường Tràng Tiền, là điểm giao giữa các phố Ngô Quyền - Lý Thái Tổ - Lê Phụng Hiểu của quận Hoàn Kiếm.

## Lịch sử

### Thời kì đầu
Theo tài liệu của Trung tâm lưu trữ Quốc gia I nằm tại quận Cầu Giấy, năm 1897, người Pháp đã mở các cuộc tuyển chọn các bản vẽ thiết kế để xây dựng một công trình đài tưởng niệm Léon Jean Laurent Chavassieux, một vị phó Toàn quyền Đông Dương trên chính phần mộ của ông ở nghĩa trang cũ của Hà Nội. Tổng kinh phí cho công trình này dự kiến lên tới 3250 đồng Đông Dương. Cuối cùng, bản thiết kế của mọt vị kiến trúc sư tên Harlay đã được chọn và nhà thầu Guillaume được giao nhiệm vụ thi công công trình này.

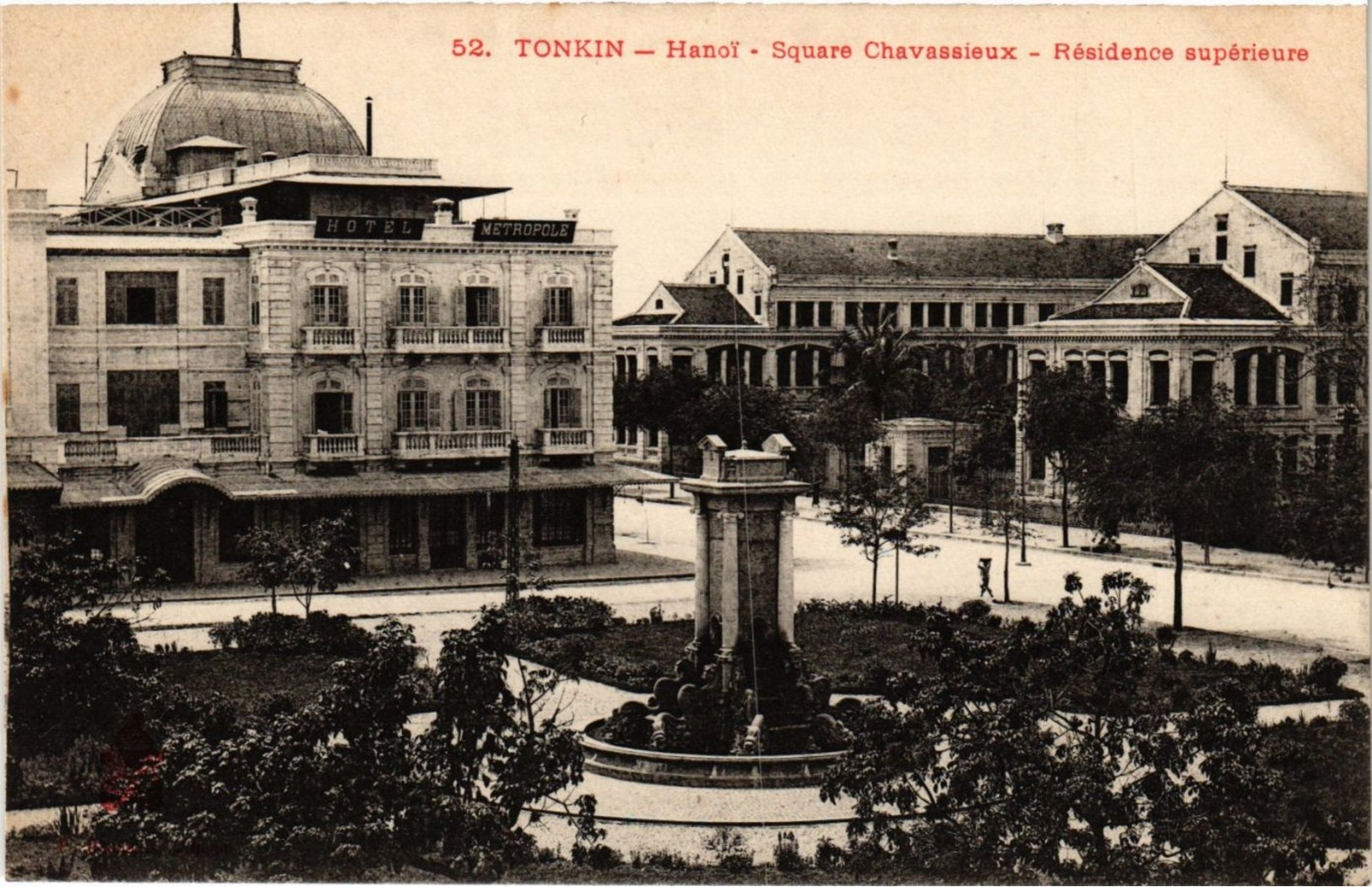
Vườn hoa Diên Hồng đầu thế kỷ 20.

Ngày 29 tháng 9 năm 1899, Hội đồng Thành phố Hà Nội đã tổ chức họp bàn việc chọn vị trí dựng đài phun nước tại công trình đài tưởng niệm này với mong muốn nơi đây sẽ trở thành nơi tổ chức các lễ hội và vui chơi của công chúng, làm điểm nhấn nghệ thuật thu hút người Châu Âu và người dân bản xứ. Sau khi thảo luận, Hội đồng đã quyết định chọn vị trí đài phun nước nằm đối diện với Dinh Thống sứ Bắc Kì và giới hạn bởi các đại lộ Henri Rivière, Courbet và phố Cựu Lâu (nay là các phố Ngô Quyền, Lý Thái Tổ và phố Lê Thạch). Kiến trúc sư Harlay là người chịu trách nhiệm chọn nhà thầu và giám sát thi công. Công trình được hoàn thành và đưa vào sử dụng năm 1901.
Thời Pháp thuộc, vườn hoa Diên Hồng có tên là quảng trường Chavassieux. Năm 1901, thực dân Pháp cho xây dựng ở giữa vườn hoa một bể nước, có một trụ đá to hình vuông, cao khoảng 3,5 m ở giữa, xung quanh có những con cóc bằng đồng phun nước lên trụ đá. Đầu năm 1945, sau sự kiện Nhật đảo chính Pháp tại Đông Dương, Trần Văn Lai được bổ nhiệm làm Thị trưởng Hà Nội đầu tiên là người Việt. Ngay sau đó, ông đã đặt tên cho vườn hoa là Diên Hồng. Cái tên Diên Hồng được cho là bắt nguồn từ mong muốn xây dựng tinh thần đoàn kết quốc gia sau khi giành độc lập.

### Xuống cấp và trùng tu

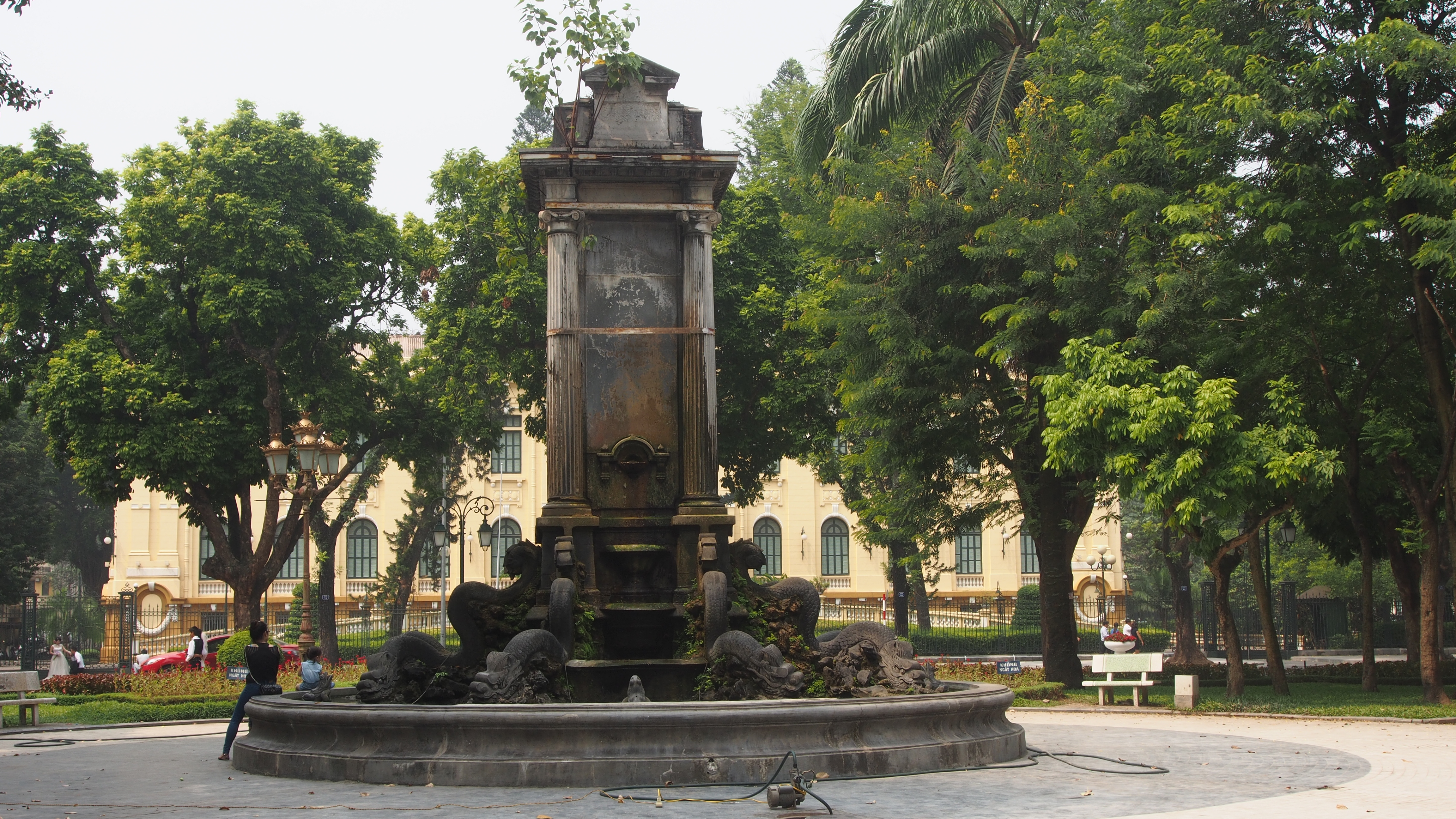
Đài phun nước Vườn hoa Diên Hồng năm 2013 trong thời điểm bị buộc đai thép

Những năm thập niên 2010, vườn hoa Diên Hồng không chỉ thiếu biển tên mà còn đối mặt với tình trạng đang dần dần bị xuống cấp. Tháp đá chính giữa đã bị nứt vỡ, có nguy cơ đổ sập. Năm 2019, trong một dự án được đề ra của quận Hoàn Kiếm, đài phun nước tại vườn hoa này sẽ là một trong những hạng mục nằm trong dự án để nghiên cứu và trùng tu. Năm 2019, vườn hoa Diên Hồng được sử dụng để tổ chức những hoạt động nghệ thuật lớn như lễ khai mạc Tuần lễ Thời trang Xuân – Hè năm 2020.
Tới đầu thập niên 2020, đài phun nước của vườn hoa đã bị xuống cấp nghiêm trọng. Để giữ cho công trình không bị đổ sập, một đai thép đã được sử dụng quấn xung quanh. Một số người dân đã tỏ ra lo ngại trước sự xuống cấp của đài phun nước, trong khi cơ quan quản lý công trình cho biết không rõ thời hạn đến bao giờ tình trạng này mới được khắc phục. Dù vậy, vườn hoa Diên Hồng vẫn nằm trong danh sách các địa điểm có phương án trang trí cây hoa, cây cảnh phục vụ dịp kỷ niệm sự kiện 30 tháng 4 năm 1975 và ngày Quốc tế Lao động.
Năm 2021, những vấn đề liên quan đến vườn hoa đã được nêu ra như một số vị trí bị bong tróc, sụt lún; cây xanh, thảm cỏ còn thưa thớt. Trang thiết bị như ghế đá, thùng rác... còn thiếu, hình thức chưa phù hợp. Đứng trước sự việc, Quận Hoàn Kiếm đã lên kế hoạch cải tạo đá lát vỉa hè, đường dạo, đồng thời bổ sung cây xanh. Ủy ban Nhân dân của quận này cho rằng dự án cải tạo vườn hoa Diên Hồng là dự án "kiểu mẫu, một mô hình kiểu mẫu" với lối thiết kế mang tính đương đại, đảm bảo gìn giữ và phát huy được các giá trị di sản vốn có của công trình nhưng vẫn phải đáp ứng được những nhu cầu hiện tại của người dân Hà Nội.  Quận Hoàn Kiếm đã phối hợp với Viện PRX (đại diện vùng Ile-de-France và đơn vị tư vấn DE-SO) nghiên cứu lập dự án quy hoạch không gian công cộng và thử nghiệm quản lý không gian xanh theo hướng sinh thái. Đây là một trong số các dự án bảo tồn những nét văn hóa Pháp cổ tại Hà Nội.
Chiều ngày 10 tháng 1 năm 2023, Ủy ban Nhân dân quận Hoàn Kiếm đã khánh thành công trình vườn hoa Diên Hồng sau 3 tháng tiến hành trùng tu, cải tạo lại. Tuy vậy Khu vực đài phun nước tạm thời chỉ được vệ sinh rong rêu và vẫn phải đeo đai thép. Các hạng mục như vỉa hè, đường dạo trước đây được lát bằng nhiều loại vật liệu khác nhau đã được thay thế bằng hệ thống đường dạo lát đá tự nhiên trên nền cát đầm chặt tăng khả năng tẩm thấu nước mặt của vườn hoa. Vỉa hè được thay thế bằng cây xanh thảm cỏ, lối đi cho người đi bộ được chuyển vào bên trong vườn hoa. Trang thiết bị đô thị như hệ thống chiếu sáng, thùng rác, ghế đá thì được đầu tư đồng bộ.

## Kiến trúc

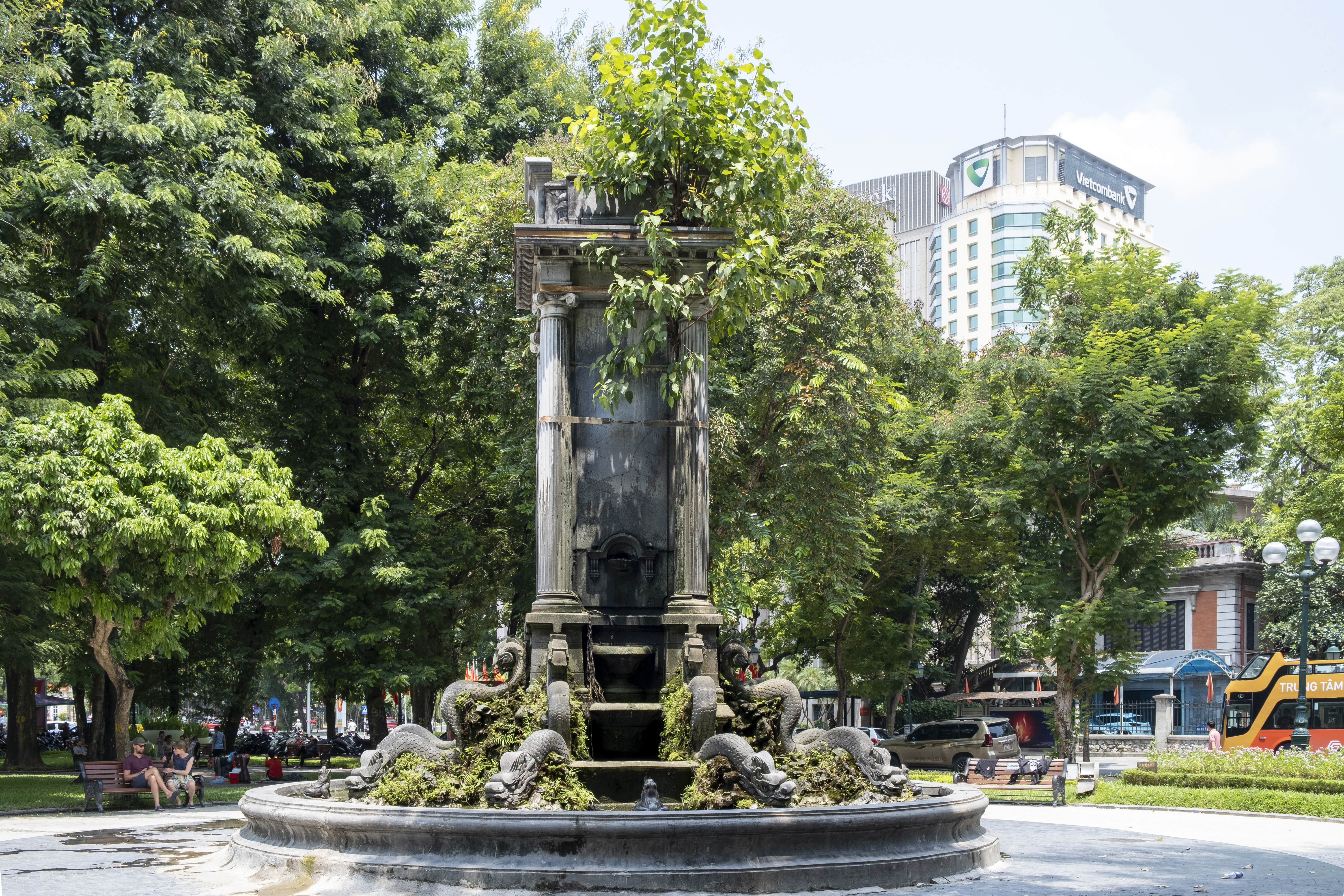
Vườn hoa Diên Hồng tháng 9 năm 2022, vài tháng trước khi cải tạo. Cây bồ đề mọc trên tiểu sành.

Theo một tờ báo ghi nhận, Vườn hoa Diên Hồng có diện tích 4.488 m2, có hình dạng tam giác cân, trung tâm là đài phun nước. Phần diện tích còn lại khoảng 57% là dành cho các đường đi trong vườn. Các đường có bố cục tự do, cân đối và mang tính hài hòa với các yếu tố khác trong vườn. Vườn hoa này có diện tích nhỏ, được bố trí với những đường dạo và ghế đá bao quanh, ở giữa là một đài cao bằng đá hình vuông, phía dưới là 8 con rồng đá được chạm khắc một cách tinh xảo bởi những người thợ đá Việt Nam đương thời.
Công trình này được xây dựng theo phong cách kiến trúc Pháp, nhưng cũng có sự kết hợp giữa phong cách kiến trúc của phương Đông và phương Tây. Phía dưới những con rồng đá là những con cóc phun nước lên tháp đá nên người Hà Nội thường gọi là vườn hoa Con Cóc. Với việc tạo hình con cóc phun nước lên trụ đá, kiến trúc này tạo ra sự làm mát cho không gian công cộng vào mùa hè có nhiệt độ cao. Cũng do được trồng nhiều loại cây bóng mát nên diện tích phủ bóng của vườn hoa đã lên tới 84%. Ngoài những con cóc còn có hình tượng những con rồng đang chầu hướng về 4 chân trụ đá nhằm thể hiện sức mạnh và sự "uy nghiêm".
Ngôi mộ lộ thiên của Chavassieux, được đúc bằng đá, cao 3,5m và đặt ngay trên đỉnh đài phun nước. Nơi đây hiện nay vẫn lưu giữ tiểu sành chứa di hài của ông. Đây được xem là một điều đặc biệt và khác thường trong một kiến trúc cổ ở Hà Nội. Một khoảng thời gian dài trước khi trùng tu vào năm 2022, ngôi mộ này đã bị hư hỏng do bị cây bồ đề mọc ký sinh từ trong kẽ các viên đá ốp, gây nứt vỡ và xô lệch vị trí. Để đảm bảo an toàn và ổn định cho công trình kiến trúc, chính quyền địa phương đã phải tạm thời đeo đai sắt xung quanh ngôi mộ. Phần rễ cây đã lan xuống đài phun nước bên dưới, là một trong những nguyên nhân khiến đài tưởng niệm bị nứt vỡ, xuống cấp.

## Di sản
Vườn hoa Diên Hồng được xem là một trong những vườn hoa được đánh giá "đẹp" nhất Hà Nội và còn được ghi nhận là đài phun nước cổ nhất ở Hà Nội. Đây là một trong những địa điểm thu hút đông người dân xung quanh đến thăm và đặc biệt là một số lượng đáng kể người nước ngoài có ấn tượng với vẻ đẹp của kiến trúc này. Với vị trí tại trung tâm Hà Nội, vườn hoa Diên Hồng được đánh giá đóng vai trò quan trọng trong việc kết nối không gian cảnh quan giữa khu vực vườn hoa Lý Thái Tổ, quảng trường Ngân hàng Nhà nước, khu vực hồ Gươm và những khu vực xung quanh.
Sau hơn 100 năm tồn tại, báo Lao động thủ đô cho biết đài phun nước của vườn hoa vẫn giữ được những nét xưa. Tới đầu thế kỷ 21, vườn hoa này là địa điểm cho việc chụp ảnh cưới, đồng thời là nơi vui chơi giải trí, thể dục thể thao của người dân Hà Nội. Thậm chí, địa điểm này còn là nơi tập hợp các trào lưu thời trang mới tại Việt Nam trong một thời gian.
Vào đầu thế kỷ 20, một sự kiện được đã thu hút sự chú ý của người Hà Nội là cặp vợ chồng Charlie Chaplin và Paulette Goddard đã đến hưởng tuần trăng mật tại Khách sạn Metropole. Người dân Hà Nội khi đó đã kéo đến xem hai người đi dạo trên vườn hoa. Ông đi dạo cùng người vợ trong bộ áo vest chứ không phải với trang phục vai vua hề Sác-lô như người dân thường thấy.

## Sự việc liên quan
Năm 2014, báo Pháp luật xã hội đã đưa tin một người phụ nữ khỏa thân tắm dưới đài phun nước của vườn hoa Diên Hồng. Người phụ nữ đã không tỏ vẻ "ngại ngùng" nhưng đã lớn tiếng quát những người chứng kiến sự việc. Một cư dân dân sinh sống cho biết người phụ nữ này là một người vô gia cư.